# 中坑山 (新竹縣)
中坑山，是台灣新竹縣飛鳳山丘陵的一座山峰，位於芎林鄉中坑村、永興村與關西鎮新力里交界處，山頂海拔462公尺，以所屬丘陵名稱主體「飛鳳山」之名義被教育部體育署相關網站列為台灣小百岳之一。由於真正的飛鳳山是位於其西偏南側、海拔420公尺的山峰，在芎林鄉、關西鎮行政區域圖上皆有明顯標示此兩座山峰，故通常直接以山峰名稱「中坑山」指稱該座小百岳，亦有以「飛鳳山（中坑山）」表達者。
中坑山山頂立有二等三角點1050號。